# Brockdish
Brockdish – wieś w Anglii, w hrabstwie Norfolk, w dystrykcie South Norfolk. Leży 30 km na południe od Norwich i 136 km na północny wschód od Londynu.
Miejscowość liczy 605 mieszkańców.